# Culture des îles Féroé

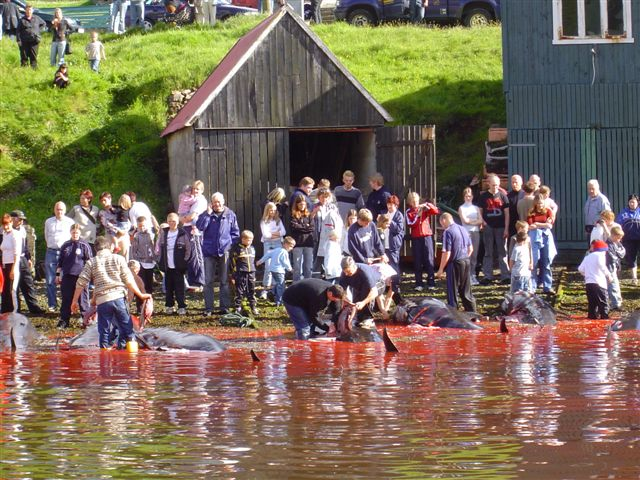
Les habitants rassemblent les globicéphales noirs sur le bord de mer pour les tuer, ici à Vágur au Suðuroy, le 28 juin 2004, pendant le Grindadráp.

La culture des îles Féroé a ses racines dans la culture nordique. Les îles Féroé ont longtemps été isolées des mouvements culturels qui ont traversé l'Europe au fil des siècles, elles ont donc conservé une grande partie de leur culture traditionnelle.

## La langue
La langue parlée est le féroïen (føroyskt en féroïen). Cette langue est l'une des trois langues scandinaves insulaires provenant du vieux norrois parlé à l'époque viking, les deux autres étant l'islandais et le norne.
Jusqu'au XVe siècle, l'orthographe féroïenne était semblable à l'orthographe islandaise et norvégienne. Mais en 1538, les Danois au pouvoir abolirent l'utilisation écrite du féroïen pour les documents officiels ainsi que pour l'apprentissage à l'école, au profit de la langue danoise. Cela entretint une riche tradition orale et signifiait que les poèmes et ballades (Kvæði en féroïen) étaient transmis oralement. Il faut attendre le XIXe siècle pour que soit mis en place un processus de réhabilitation d'une langue écrite, et que soient retranscrites sur papier les histoires transmises à l'oral depuis des siècles. Ce processus fut systématisé dans le cadre de l'université des îles Féroé, notamment par Christian Matras.
Le féroïen est aujourd'hui parlé par près de 80 000 locuteurs.

## Ólavsøka
Ólavsøka est la fête nationale féroïenne. Elle est célébrée officiellement chaque année le 29 juillet. Les Féroïens commémorent du 28 au soir jusqu'au 31 la mort de saint Olaf, roi de Norvège entre 1015 et 1028. La cérémonie officielle débute avec l'ouverture du Parlement féroïen, une coutume vieille de 900 ans. S'ensuivent une marche jusqu'à la cathédrale de Tórshavn, un sermon prononcé par les ministres, et un retour au Parlement pour les célébrités. Les habitants fêtent l'événement en s'habillant avec le costume féroïen traditionnel.
Ólavsøka est également célébrée par des rencontres sportives, notamment des compétitions de courses de bateaux dans le port de Tórshavn, des démonstrations de danse féroïenne, des expositions d'œuvres d'art...

## La chasse aux dauphins et baleines
La chasse aux cétacés (Grindadráp ou simplement grind) est une tradition féroïenne qui perdure bien que le Danemark ait interdit la chasse aux cétacés mais les Îles Féroé sont indépendantes juridiquement. C'est ainsi que même si le Danemark a signé, au nom des Îles Féroé, les conventions de Bonn et de Berne sur la protection des espèces migratrices, il ne peut faire appliquer ces lois au niveau local. Ainsi, plus de 1 000 dauphins et baleines sont tués en moyenne chaque année, c'est-à-dire plus que les quotas fixés par les directives de Bruxelles.
Outre le dépassement de ces quotas de cétacés tués (1 500 en 2013 contre 900 autorisés), ce sont les techniques de chasse qui sont vivement critiquées par les associations de protection de l'environnement et des animaux. En effet, ces techniques ont conservé un certain aspect traditionnel : des groupes de dauphins ou de baleines, pouvant atteindre plusieurs centaines d'individus, sont dirigés dans une baie où ils sont massacrés à la main selon l'usage traditionnel. Le "grind" est de plus en plus contesté aujourd'hui y compris par certains habitants, son aspect violent n'y est sans doute pas étranger,.

## Kvæði
Les Kvæði sont les vieilles ballades féroïennes. Elles relatent une histoire sous la forme de vers et sont mises en chansons. Ces ballades sont souvent accompagnées par la danse officielle féroïenne. Le mot Kvæði signifie également "vers" et "stance" en islandais.

## Gastronomie
La cuisine aux îles Féroé est principalement basée sur la viande, le poisson et la pomme de terre. La viande la plus utilisée est celle de mouton. D'ailleurs l'un des plats féroïens les plus typiques est le skerpikjøt, une viande de mouton séchée.

## Art et philatélie

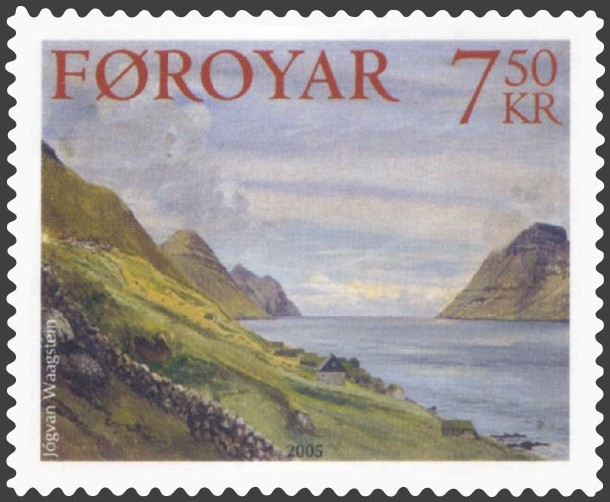
Syðradalur par Jógvan Waagstein.
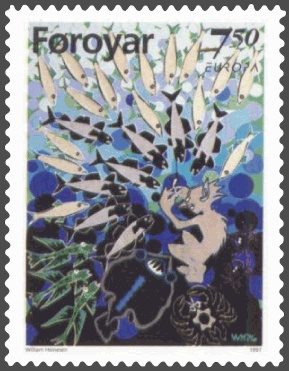
La petite sirène par William Heinesen.
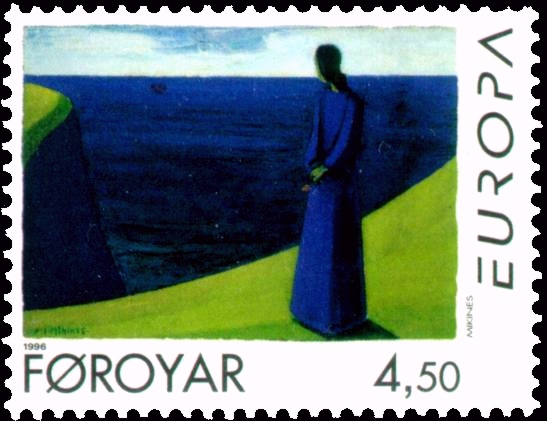
Départ par Sámal Mikines.
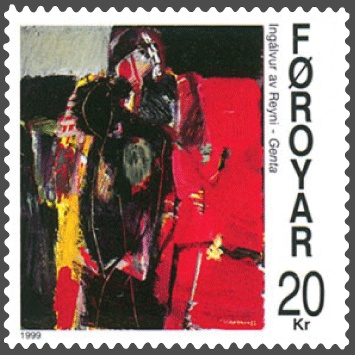
Fille par Ingálvur av Reyni.
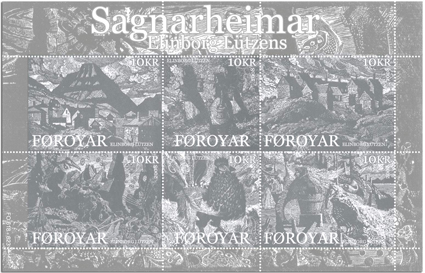
Mondes magiques par Elinborg Lutzen.
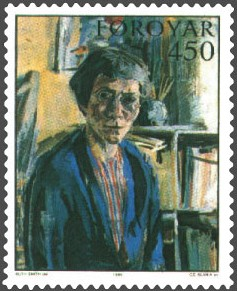
Autoportrait par Ruth Smith.
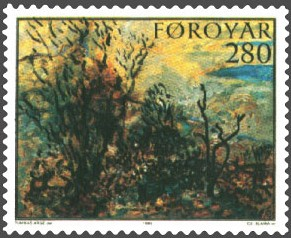
Le jardin par Thomas Arge.
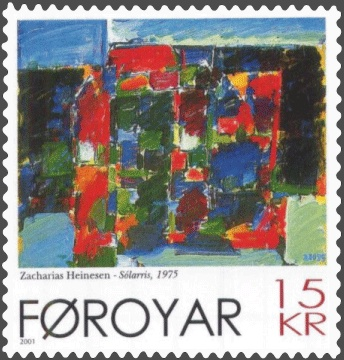
Coucher de soleil par Zacharias Heinesen.
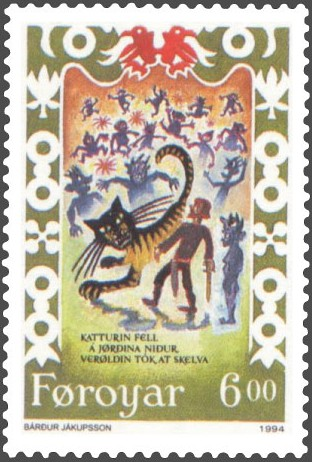
Ormar tue le chat par Bárður Jákupsson.
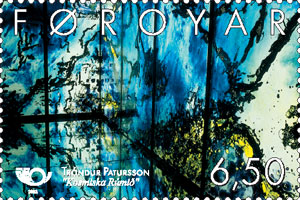
Vitrail par Tróndur Patursson.
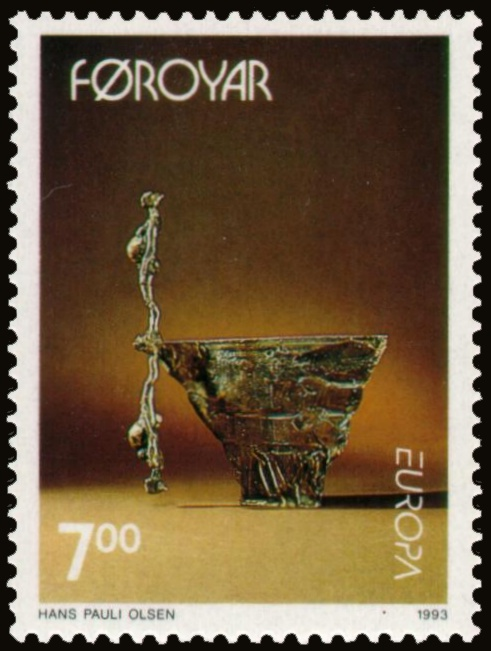
Réflexion par Hans Pauli Olsen.
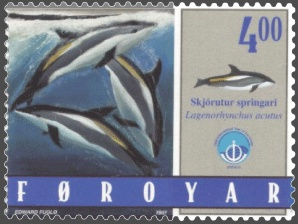
Dauphin de l'Atlantique par Edward Fuglø.